# Lo straordinario mondo di Gumball
Lo straordinario mondo di Gumball (The Amazing World of Gumball) è una serie animata statunitense-britannica, creata da Ben Bocquelet e diretta da Mic Graves. È la prima produzione di Cartoon Network Development Studio Europe in co-produzione con gli studi d'animazione Studio Soi, Dandelion Studios e Boulder Media Limited. Una caratteristica della serie è la mancanza di unità stilistica, venendo realizzata a tecnica mista combinando più stili e tecniche d'animazione: tradizionale, tridimensionale, flash, burattini, stop-motion e live action.
La serie ruota attorno a Gumball Watterson, un gatto antropomorfo dodicenne e il suo migliore amico e fratello adottivo Darwin, un pesce rosso antropomorfo, che frequentano la scuola media nella città immaginaria di Elmore. Spesso si trovano coinvolti in disavventure in giro per la città, durante le quali interagiscono con gli altri membri della famiglia e altri numerosi personaggi.
Seppur concepito come cartone per bambini, Lo straordinario mondo di Gumball ha avuto molto successo anche tra il pubblico adulto per l'umorismo e gli argomenti seri e maturi, che includono riferimenti alla filosofia, matrimoni, cyberbullismo, intolleranza politica, malattie mentali e condizione umana. La serie ha ricevuto il plauso della critica e ha sviluppato un seguito di culto, con elogi particolari per i suoi ampi riferimenti alla cultura popolare e di Internet, comicità sarcastica e satirica, doppi sensi, sottili allusioni sessuali, e l'umorismo nero e auto-referenziale.
Dalla serie sono stati tratti altri media, compresi libri, fumetti, e delle miniserie spin-off. Una serie revival intitolata Lo strano e meraviglioso mondo di Gumball (The Wonderfully Weird World of Gumball) è stata distribuita negli Stati Uniti su Hulu dal 28 luglio 2025, mentre in Italia e nel resto del mondo andrà in onda su Cartoon Network dal 6 ottobre dello stesso anno.

## Trama
Il protagonista della serie è Gumball, un gatto azzurro di dodici anni creativo che il più delle volte si comporta in maniera incredibilmente sciocca, amante del divertimento e sempre ottimista (solamente nella prima stagione, però, dato che, a partire dalla seconda, inizierà ad assumere un atteggiamento pessimista e, a volte, cinico), che vive con la sua famiglia, i Watterson, nella tranquilla e bizzarra città di Elmore, un'immaginaria città in California. La famiglia è tutto fuorché convenzionale: il papà Richard è un gigantesco coniglio rosa la cui caratteristica principale è la pigrizia; la mamma Nicole, che comanda in casa Watterson, è una gatta blu impiegata in una fabbrica di arcobaleni; la sorella Anais è una dolce coniglietta di quattro anni pungente, sfacciata e incredibilmente intelligente (al contrario della sua famiglia); e infine c'è Darwin, un pesce rosso a cui sono cresciute le gambe e da allora è diventato il figlio adottivo della famiglia Watterson, che nella serie ha 10 anni (ma nonostante questo frequenta la stessa classe di Gumball).
Oltre a Gumball e alla sua famiglia sono presenti vari sgangherati e bizzarri personaggi che sono loro amici e conoscenti e con i quali hanno rapporti o competono in popolarità, e che hanno continuamente dei ruoli principali in ogni episodio.
Un evento preminente della serie avviene nella terza stagione, nell'episodio Il vuoto, in cui si scopre l'esistenza di una vuota dimensione in cui finiscono tutti gli errori dell'universo, sia reali che immaginari (come l'LZ 129 Hindenburg, la Lolo ball, il Platybelodon, i dodo, il LaserDisc, Crazy Frog, #YOLO, sandali con calze, i design originale della serie, Clippit). Rob, un personaggio secondario delle prime due stagioni, rimane intrappolato nel vuoto dopo essere diventato "irrilevante" per la serie, dal momento che Gumball e Darwin non si ricordano neppure il suo nome. Successivamente, Rob riesce a fuggire dal vuoto, anche se con il corpo sfigurato, e diventa la nemesi di Gumball e Darwin e l'antagonista principale della serie, cercando più volte di vendicarsi su Gumball per essere stato dimenticato; degna di nota la puntata finale della quarta stagione (The Disaster) in cui il terribile Rob trova un telecomando in grado di alterare la realtà e tenta di usarlo per distruggere il mondo di Gumball. L'episodio continua in Indietro nel tempo, in cui Gumball usa il telecomando di Rob per tornare nel passato e cambiare gli eventi. Durante lo scontro con Rob, quest'ultimo finisce nuovamente nel vuoto, aperto con il telecomando, e Gumball si getta al suo interno per salvarlo. Così facendo, i due fanno pace e decidono di tornare indietro nel tempo per riportare tutto alla normalità e distruggere il telecomando, anche se questo significa che dovranno tornare nemici.
Nell'ultima puntata della serie, The Inquisition (La Scuola Trasformata), arriva alla Elmore Junior High il sovrintendente scolastico Maligno, ("Evil", un personaggio dal vivo interpretato da Garrick Hagon e doppiato in italiano da Oliviero Dinelli), che critica la qualità della scuola. Comincia quindi a bandire ogni comportamento da cartone e trasforma tutti i personaggi in persone realistiche. Gumball e Darwin riescono tuttavia a riportare tutti alla normalità, solo per scoprire che Maligno è in realtà Rob travestito. Egli cerca di giustificare le sue azioni cercando di avvertire tutti di un evento non specificato, ma Tina, il t-rex, lo stende schiacciandolo con la coda. Rob si risveglia a scuola a notte fonda lamentandosi del fatto che la trasformazione in persone normali era l'unica cosa che potesse salvare tutti, tuttavia prima che possa fare qualcosa improvvisamente il Vuoto si apre sotto di lui e lo inghiotte assieme al resto della scuola. La serie termina con questo cliffhanger, che secondo il creatore Ben Bocquelet aprirà le porte a un film.

## Personaggi e doppiatori

Il protagonista Gumball

| Personaggio                   | Doppiatore originale | Doppiatore italiano                                                                                                |
| ----------------------------- | --- | --- |
| Gumball Watterson             | Nicky Jones (ep.0) Logan Grove (ep.1×01-3×01) Jacob Hopkins (ep.3×01-5×10) Nicolas Cantu (ep.5×11+) Duke Cutler                    | Federico Bebi (ep.1×01-3×16) Alessio Puccio (ep.3×17+) Leonardo Caneva (canto st.1) Mirko Fabbreschi (canto st.2+) |
| Darwin Watterson              | Kwesi Boakye (ep.1×01-3×01) Terrell Ransom Jr. (ep.3×01-5×10) Donielle T. Tansley Jr. (ep.5×11-6×09) Christian J. Simon (ep.6×10+) | Andrea Di Maggio (ep.1×01-3×16) Maura Cenciarelli (ep.3×17+) Mirko Fabbreschi (voce cantata, solo stagione 2)      |
| Anais Watterson               | Kyla Rae Kowalewski | Agnese Marteddu |
| Richard Watterson             | Dan Russell | Mino Caprio |
| Nicole Watterson              | Teresa Gallagher | Beatrice Margiotti                                                                                                 |
| Nonna Jojo                    | Sandra Searles Dickinson | Daniela Debolini                                                                                                   |
| Banana Joe                    | Mic Graves | Simone Veltroni Mino Caprio (ep.1×13)                                                                              |
| Penny (Nocciolina) Fitzgerald | Teresa Gallagher | Ludovica Bebi ? (st.5)                                                                                             |
| Tina (T-Rex)                  | Dan Russell (st.1) Stefan Ashton Frank (st.2+)                                                                                     | Ivan Andreani |
| Carrie Krueger                | Jessica McDonald | |
| Masami (Nuvola)               | Jessica McDonald | Germana Savo |
| Teri                          | Teresa Gallagher | Alessia Amendola (st.1) Monica Volpe (st.2+)                                                                       |
| Tobias                        | Rupert Degas (st.1) Hugo Harrison (st.2+)                                                                                          | Stefano Onofri Leonardo Graziano (ep.4×31-35)                                                                      |
| Bobert (Robot)                | Kerry Shale | Stefano Santerini                                                                                                  |
| Carmen                        | Teresa Gallagher (st.1) Alix Wilton Regan (st.2+)                                                                                  | Germana Savo |
| Alan (Palloncino)             | Kerry Shale (st.1) Hugo Harrison (st.2+)                                                                                           | Barbara Sacchelli                                                                                                  |
| Leslie (Fiore)                | Kerry Shale | Stefano Santerini                                                                                                  |
| Clayton                       | Rupert Degas (st.1) Max Cazier (st.2+)                                                                                             | Manuel Meli (st.1) Gabriele Patriarca (st.2-5)                                                                     |
| Hector                        | Kerry Shale | Mario Bombardieri                                                                                                  |
| Idaho (Patata)                | Kerry Shale (st.1) Hugo Harrison (st.2+)                                                                                           | Daniele Giuliani                                                                                                   |
| Sarah                         | Jessica McDonald | Veronica Puccio (st.2, 4×13+) Monica Vulcano (st.3-4×9)                                                            |
| Signorina Lucy Scimmia        | Sandra Searles Dickinson (st.1) Hugo Harrison (st.2+)                                                                              | Roberta Gasparetti                                                                                                 |
| Preside Nigel Brown           | Lewis MacLeod (st.1) Steve Furst (st.2+)                                                                                           | Davide Marzi Fabrizio Russotto (ep.2×05)                                                                           |
| Signor Small                  | Lewis MacLeod (st.1) Adam Long (st.2+)                                                                                             | Ivan Andreani Davide Garbolino (canto st.1) Mirko Fabbreschi (canto st.2)                                          |
| Allenatrice                   | Dan Russell | Stefano Starna (ep.3×01-3×16)                                                                                      |
| Signor Gaylord Robinson       | Rupert Degas (st.1) Stefan Ashton Frank (st.2+)                                                                                    | Antonio Angrisano                                                                                                  |
| Banana Barbara                | Sandra Searles Dickinson | Lilli Manzini |
| Marvin                        | Dan Russell | Vittorio Stagni (abituale)                                                                                         |
| Larry                         | Kerry Shale | Stefano Miceli |
| Rocky                         | Lewis MacLeod (st.1) Hugo Harrison (st.2) Simon Lipkin (st.3+)                                                                     | Ivan Andreani Mino Caprio Sacha Pilara (st.4+)                                                                     |
| Julius Oppenheimer Jr.        | Ben Bocquelet | Fabrizio Mazzotta (st.2) Davide Lepore (st.6)                                                                      |
| Rob                           | Hugo Harrison (st.1-3) David Warner (st.4+)                                                                                        | Corrado Conforti (st.1-2) Gabriele Patriarca (st.4-5) Alberto Bognanni (st.6)                                      |
| Molly                         | Jessica McDonald | Micaela Incitti (st.1, 4+) Monica Vulcano (st.3)                                                                   |
| Louie Watterson               | Shane Rimmer | Luca Dal Fabbro (voce principale)                                                                                  |
| Frankie Watterson             | Rich Fulcher | Maurizio Reti Stefano Mondini (st.6)                                                                               |
| Rachel Wilson                 | Kyla Rae Kowaleski | Micaela Incitti |
| Harold Wilson                 | Kerry Shale | Maurizio Reti (st.1-5) Oliviero Dinelli (ep.5×21) Alberto Pagnotta (st.6)                                          |
| Ocho                          | Max Cazier | Daniele Giuliani Ivan Andreani Mino Caprio (ep.2x18)                                                               |
| Toast                         | Anthony Hull | Daniele Giuliani (st.1) Fabrizio Apolloni (st.2+)                                                                  |
| Juke                          | Hugo Harrison (voce) Beatbox Hobbit (canto)                                                                                        | Daniele Giuliani (voce) Beatbox Hobbit (canto)                                                                     |
| Sussie                        | Fergus Craig | Germana Savo Daniele Giuliani                                                                                      |
| Hot Dog                       | Ben Bocquelet | Alberto Caneva (st.4) Daniele Giuliani (st.6)                                                                      |
| "Eggheads" (Colin e Felix)    | Kerry Shale | Daniele Giuliani                                                                                                   |
| "Eggheads" (Colin e Felix)    | Rupert Degas (st.1) Hugo Harrison (st.2+)                                                                                          | ? (st.1) Daniele Giuliani (st.2+)                                                                                  |
| Jamie                         | Jessica McDonald (st.1-2) Maria Teresa Creasey (st.3+)                                                                             | Roberta Gasparetti (st.4)                                                                                          |
| Infermiera Cerotto            | Teresa Gallagher Kerry Shale | Benedetta Degli Innocenti (st.1-3) Ughetta d'Onorascenzo Manfredi Aliquò                                           |
| Patrick Fitzgerald            | Kerry Shale (st.1-2) Dan Russell (st.3+)                                                                                           | Mauro Gravina |
| Polly Fitzgerald              | Kyla Rae Kowaleski | Germana Savo |
| Felicity Parham               | Teresa Gallagher | Germana Savo |
| Billy Parham                  | Richard Overall | Barbara Sacchelli (st.2-3×08) Alberto Pagnotta (ep.3×38) Luigi Ferraro (st.4+)                                     |
| Calton e Troy                 | Mic Graves | Gabriele Lopez |
| Chimera                       | Terrell Ransom Jr. | Franco Mannella |
| Judith Fitzgerald             | Kyla Rae Kowaleski (st.1-3) Maria Teresa Creasey (st.4+)                                                                           | Lilli Manzini (st. 6)                                                                                              |
| Jeff                          | Kwesi Boakye | Jacopo Castagna |
| Signora Jotunheim             | Teresa Gallegher (st.1-2) Jessica McDonald (st.3+)                                                                                 | Antonella Alessandro                                                                                               |
| Vladus Lovus Lokowitchki      | Kerry Shale | |
| Mr. Kreese                    | Steve Furst | Edoardo Nordio |
| Betty                         | Maria Teresa Creasey | Antonella Alessandro                                                                                               |
| Alison Sandra Gator           | Kyla Rae Kowaleski | Lilli Manzini |
| Donut                         | Lewis MacLeod (st. 1) Dan Russell (st. 2+)                                                                                         | Luca Graziani (abituale)                                                                                           |
| Fuzzy                         | Richard Overall | Fabrizio Mazzotta                                                                                                  |

### Special guest
- Naoko Mori episodio: 4×37
- Rosa Blasi episodio: 1×11

## Sviluppo
Il creatore Ben Bocquelet iniziò a lavorare nell'animazione nei primi anni 2000 – al tempo disegnava e inventava personaggi che sarebbero poi potuti finire in cartoni o pubblicità, ma non vennero mai accettati. Nel 2007 decise di abbandonare la sua vecchia casa di animazione e di trasferirsi alla Cartoon Network Studios Europe, che aveva appena aperto. In quel periodo gli Studios erano in cerca di nuovi cartoni animati, e alla gente era permesso proporre delle idee. Ben, che stava lavorando come animatore e disegnatore, decise di proporre la sua idea: un cartone su una scuola di correzione che era frequentata da tutti i suoi personaggi scartati. Al Network piacque, visto che la serie avrebbe utilizzato diversi tipi di animazione, cosa alquanto nuova, ma non accettarono il concept della scuola di correzione, vedendolo troppo triste. L'episodio pilota venne mostrato il 9 maggio 2008 ed era sostanzialmente diverso dal prodotto finale.
Ben cambiò l'idea della serie in una commedia di famiglie simile ai Simpson e iniziò la produzione della serie che durò 8 mesi, in cui i personaggi subirono pesanti cambiamenti fino ad arrivare al loro aspetto attuale. La famiglia Watterson era vagamente ispirata alla sua.
La premiére mondiale televisiva del cartone animato è andata in onda il 2 maggio 2011 su Cartoon Network UK, per poi essere trasmessa per intero dall'autunno 2011. Negli Stati Uniti la serie ha avuto un'anteprima il 3 maggio 2011, dopo la première del primo episodio del nuovo cartone The Looney Tunes Show, con l'episodio intitolato "Il DVD" per avere in seguito una prima visione su Cartoon Network U.S.A. il 9 giugno 2011, per poi continuare con la trasmissione di due nuovi episodi ogni lunedì.
In Italia il cartone è stato presentato al pubblico e alla stampa, con l'episodio "Il mistero", il 7 giugno 2011, alla 15ª edizione di Cartoons on the Bay, festival internazionale dell'animazione televisiva e cross-mediale tenutosi a Rapallo. La serie, molto pubblicizzata, è stata presentata anche ad altre manifestazioni italiane, tra cui il Salone internazionale del libro a Torino e il Fiuggi Film Festival. La serie ha avuto un'anteprima italiana televisiva su Cartoon Network il 7 giugno 2011, per poi avere una trasmissione integrale a partire dal 2 settembre successivo. La serie è stata trasmessa in chiaro su Boing a partire dal febbraio 2012.
Le 6 stagioni della serie sono state prodotte e mandate in onda in un periodo di 8 anni (2011-2019), in particolare la seconda stagione era stata già commissionata durante la produzione della prima, garantendo al cartone un enorme successo televisivo che è stato continuato.
La serie ha apportato molteplici cambiamenti stilistici durante la sua produzione, in particolare nella transizione tra la sua prima e la seconda stagione. Tali cambiamenti includono la riprogettazione dei personaggi, un aumento dell'uso di effetti visivi, animazioni di qualità superiore e un mutamento dallo stile comico verso uno molto più satirico e incentrato su una storia effettiva, anche i doppiatori sono cambiati varie volte. Il 6 ottobre 2017 viene mandato in onda l'episodio The Puppets, ultimo della quinta stagione, prodotto in collaborazione con la webserie Don't Hug Me I'm Scared.
A seguito della conclusione della sesta stagione Ben Bocquelet ha confermato che la serie finirà, promettendo inoltre di risolvere il cliffhanger creatosi nell'ultimo episodio. Dopo un'interruzione di sei anni, Hanna-Barbera Studios Europe ha riunito gran parte del team creativo per realizzare una settima stagione, che viene considerata una sorta di reboot della serie con il titolo Lo strano e meraviglioso mondo di Gumball (The Wonderfully Weird World of Gumball). La settima stagione debutterà il 28 luglio 2025 negli Stati Uniti in streaming su Hulu e Disney+, e verrà trasmessa internazionalmente su Cartoon Network.

## Accoglienza
Negli Stati Uniti il cartone ha avuto un grande successo sia tra i bambini che tra i ragazzi e gli adulti; la première della serie ottenne oltre 2,1 milioni di ascolti.
Il giornalista Brian Lowry ha fatto una buona recensione della serie sul periodico statunitense Variety. Ken Tucker di Entertainment Weekly l'ha definita come uno dei pochi esempi di programmazione per bambini "fantasiosa e visivamente e narrativamente audace".
La serie è diventata famosa nell'immaginario collettivo perché contiene diversi riferimenti alla cultura generale degli anni 1990-2010, con vere e proprie parodie di meme, personaggi realmente esistenti (come il sindaco di Elmore, che è chiaramente basato su Donald Trump) e continui rimandi al mondo dei videogiochi e film più recenti. È stata però anche oggetto di controversie e censure, come certi episodi banditi in alcuni paesi per i loro contenuti (l'episodio 4×35 è stato bandito in Russia per presunti temi omosessuali) e alcune clip tagliate perché ritenute inappropriate come la "scena del collare elettrico" presente nell'episodio 2×13 (Il teschio e le bugie), non più mandata in onda in televisione. Anche su internet ha un grande seguito per i motivi sopracitati.

## Episodi
| Stagioni                                  | Episodi | Prima TV USA  | Prima TV Italia |
| ----------------------------------------- | ------- | ------------- | --------------- |
| Early Reel (Episodio pilota)              | 1       | 9 maggio 2008 | Inedito         |
| Prima stagione                            | 36      | 2011-2012     | 2011-2012       |
| Seconda stagione                          | 40      | 2012-2013     | 2012-2013       |
| Terza stagione                            | 40      | 2014-2015     | 2014-2015       |
| Quarta stagione                           | 40      | 2015-2016     | 2015-2017       |
| Quinta stagione                           | 40      | 2016-2017     | 2017-2018       |
| Sesta stagione                            | 44      | 2018-2019     | 2018-2019       |
| Il diario di Darwin                       | 6       | 2019          | 2019            |
| Le cronache di Gumball                    | 8       | 2020-2021     | 2021            |
| Lo strano e meraviglioso mondo di Gumball | 40      | 2025          | 2025            |

## Distribuzione internazionale
- 2 giugno 2011 in Regno Unito (The Amazing World of Gumball)
- 3 giugno 2011 negli USA (The Amazing World of Gumball)
- 7 giugno 2011 in Italia (Lo straordinario mondo di Gumball)
- 23 giugno 2011 in Francia (Le Monde Incroyable de Gumball)
- 4 settembre 2011 in Messico (El Increíble Mundo de Gumball)
- 11 settembre 2011 in Spagna (El asombroso mundo de Gumball)
- 17 settembre 2011 in Nuova Zelanda
- 1º ottobre 2011 nelle Filippine (The Amazing World of Gumball)
- 2 agosto 2012 in Giappone (おかしなガムボール)
- 28 agosto 2012 a Singapore (The Amazing World of Gumball)
- 19 novembre 2012 in Australia (The Amazing World of Gumball)
- 10 dicembre 2012 in Germania (Die fantastische Welt von Gumball)
- 11 febbraio 2013 in Ucraina (Дивовижний світ Ґамбола)
- 15 maggio 2013 in Canada (The Amazing World of Gumball)
- 10 luglio 2013 in Brasile (O Incrível Mundo de Gumball)
- 19 dicembre 2013 in Ungheria (Gumball csodálatos világa)
- 6 giugno 2014 in Polonia (Niesamowity świat Gumballa)
- 7 gennaio 2016 negli Emirati Arabi Uniti (المدهش غامبول عالم)
- 7 gennaio 2016 in Indonesia (The Amazing World of Gumball)
- 24 giugno 2017 in Russia (Удивительный мир Гамбола)
- 15 dicembre 2019 in Corea del Sud (The Amazing World of Gumball)
- 15 dicembre 2020 in Irlanda
- 18 maggio 2021 in Egitto (The Amazing World of Gumball)
- 26 ottobre 2021 in Svezia (Gumballs fantastiska värld)
- 14 dicembre 2021 nei Paesi Bassi (De Wonderlijke Wereld van Gumball)

## Media correlati

### Libri e fumetti
La serie è stata accompagnata da una continuazione di fumetti e graphic novel prodotti da BOOM! Studios e pubblicati tra il 2014 e 2018, sotto il nome The Amazing World of Gumball Comics e contenente oltre 20 pubblicazioni raggruppate in 4 volumi.

### Videogiochi
Sono stati sviluppati anche vari videogiochi sulla serie, sia ufficiali che non, ma la maggior parte non è più accessibile dopo la fine di Adobe Flash.

### Parchi a tema
È stato aperto un parco a tema sulla serie a Dubai nel 2016.

### Miniserie spin-off
Tre spin-off basati sulla serie furono prodotti dopo la sua conclusione: Waiting for Gumball (2017, disponibile sul sito di CN), Darwin's Yearbook (2019) e Gumball Chronicles (2020).

#### Il diario di Darwin
Una miniserie spin-off intitolata Il diario di Darwin (Darwin's Yearbook), composta da sei puntate, è andata in onda a partire da dicembre 2019.
La serie ha come protagonista Darwin che, incaricato dal preside, deve completare la prima pagina del diario della scuola. Le puntate consistono in una serie di clip riciclate da episodi della serie originale.
| N° | Titolo       | Prima TV UK     | Prima TV Italia  | Trama in breve |
| -- | ------------ | --------------- | ---------------- | --- |
| 1  | Banana Joe   | 2 dicembre 2019 | 20 dicembre 2019 | Darwin deve occuparsi dell'impaginazione dell'annuario della scuola ed è alla ricerca di una bella foto di Banana Joe.       |
| 2  | Clayton      | 2 dicembre 2019 | 20 dicembre 2019 | Darwin deve impaginare l'annuario di classe e deve assolutamente trovare una bella foto di Clayton da inserire in copertina. |
| 3  | Carrie       | 3 dicembre 2019 | 20 dicembre 2019 | Darwin deve impaginare l'annuario di classe e deve assolutamente trovare una bella foto di Carrie da inserire in copertina.  |
| 4  | Alan         | 4 dicembre 2019 | 20 dicembre 2019 | Darwin vuole trovare una bella foto di Alan da inserire nella copertina dell'annuario ma lui è davvero molto modesto.        |
| 5  | Sarah        | 5 dicembre 2019 | 20 dicembre 2019 | In questa puntata, Darwin è alla ricerca di una bella foto di Sarah da inserire nell'annuario.                               |
| 6  | I professori | 6 dicembre 2019 | 20 dicembre 2019 | In questa puntata, Darwin è alla ricerca di un insegnante da presentare sulla copertina dell'annuario.                       |

#### Le cronache di Gumball
Le cronache di Gumball (The Gumball Chronicles) è una miniserie spin-off composta prevalentemente da clip riciclate da episodi precedenti, ma con alcuni nuovi contenuti. Il primo episodio è stato trasmesso negli Stati Uniti il 5 ottobre 2020.
| N° | Titolo                                             | Prima TV USA     | Prima TV Italia  | Trama in breve |
| -- | -------------------------------------------------- | ---------------- | ---------------- | --- |
| 1  | The Gumball Chronicles: The Curse of Elmore        | 5 ottobre 2020   | 3 febbraio 2021  | Un personaggio inquietante ripercorre alcune brutte vicende della vita dei nostri eroi, ma a Elmore nulla è come sembra. |
| 2  | The Gumball Chronicles: Vote Gumball...and Penny?  | 2 novembre 2020  | 4 febbraio 2021  | Ci sono le elezioni del presidente del consiglio scolastico e Gumball si candida, ma Penny ha qualcosa da ridire.        |
| 3  | The Gumball Chronicles: Vote Gumball...and Leslie? | 2 novembre 2020  | 4 febbraio 2021  | Sempre alla ricerca di un vice per presentarsi alle elezioni, Gumball esamina la possibilità di scegliere Leslie.        |
| 4  | The Gumball Chronicles: Vote Gumball...and Bobert? | 2 novembre 2020  | 4 febbraio 2021  | Gumball continua la ricerca di un vice per le elezioni scolastiche e Bobert sembra il candidato giusto                   |
| 5  | The Gumball Chronicles: Vote Gumball...and Anyone? | 2 novembre 2020  | 4 febbraio 2021  | Per Gumball continua la disperata ricerca di qualcuno che partecipi alle elezioni con lui.                               |
| 6  | The Gumball Chronicles: Ancestor Act               | 21 novembre 2020 | 5 febbraio 2021  | Anais decide di ricostruire l'albero genealogico di famiglia e, ovviamente, non mancano le sorprese.                     |
| 7  | The Gumball Chronicles: Mother's Day               | 8 maggio 2021    | 1º febbraio 2021 | È la festa della mamma e Gumball, Darwin e Anais cercano disperatamente di trovare un regalo da farle.                   |
| 8  | The Gumball Chronicles: Elmore's Most Wanted       | 20 giugno 2021   | 2 febbraio 2021  | In questa puntata ripercorriamo la vita da fuorilegge di Richard Watterson e le conseguenze sul corpo di polizia locale. |

## Continuazione

### Serie revival
Il 21 settembre 2021, venne annunciata la lavorazione di una nuova serie spin-off da Cartoon Network e HBO Max, che sarebbe servita come seguito sia per il cartone che per un ipotetico film. Il 15 giugno 2023, al Festival internazionale del film d'animazione di Annecy, è stato rivelato che lo spin-off avrebbe funto da settima stagione della serie, di cui vennero rivelati solo i titoli degli episodi e la sinossi del primo; tuttavia, fu successivamente svelato che la nuova stagione sarebbe stata invece una serie revival dell'originale, intitolata Lo strano e meraviglioso mondo di Gumball (The Wonderfully Weird World of Gumball). Quest'ultima è stata distribuita negli Stati Uniti in streaming su Hulu dal 28 luglio 2025, mentre in Italia e nel resto del mondo andrà in onda su Cartoon Network dal 6 ottobre dello stesso anno.

### Film futuro
In un'intervista al quotidiano The Times nel 2017, il creatore della serie Ben Bocquelet si rivelò interessato ai piani per la realizzazione di un lungometraggio basato sulla serie. Tuttavia, dopo che Bocquelet lasciò la produzione della serie dopo la sesta stagione, espresse dei dubbi sulla sua realizzazione.
Nel marzo 2018, l'interesse di Bocquelet per il lungometraggio venne apparentemente rivitalizzato, affermando di "potere avere una buona idea" per un film. In seguito ha aggiunto di avere due idee, una per un possibile film cinematografico, e l'altra per un film direct-to-video.
Il 29 settembre 2018, durante il 25º anniversario di Cartoon Network UK, il regista della serie Mic Graves ha confermato che una sceneggiatura per il film era in lavorazione. Dopo che l'ultimo episodio della serie venne accolto da recensioni contrastanti da parte dei fan per il cliffhanger finale, Bocquelet dichiarò che non fu una sua scelta concludere l'episodio in quel modo, aggiungendo che sarebbe stato risolto se fosse stato prodotto un film.
Il 17 febbraio 2021 WarnerMedia ha annunciato che un film per la televisione basato sulla serie era in lavorazione, con il titolo provvisorio The Amazing World of Gumball Movie. Inoltre il 21 settembre 2021 Cartoon Network ha annunciato che sia il film che una nuova serie sarebbero arrivati su HBO Max e Cartoon Network. L'annuncio è stato seguito da una sinossi provvisoria per il film e l'annuncio di alcuni dei doppiatori.
Ad agosto 2022 HBO annunciò di non essere più interessata nel produrre il film, inducendo alla sua possibile cancellazione, ma dopo due anni di attesa all'Annecy Film Festival 2024 il creatore Ben ha confermato che il film era ancora in lavorazione, e stavano rivisitando moltissime cose.